# Ayopaya (provins)

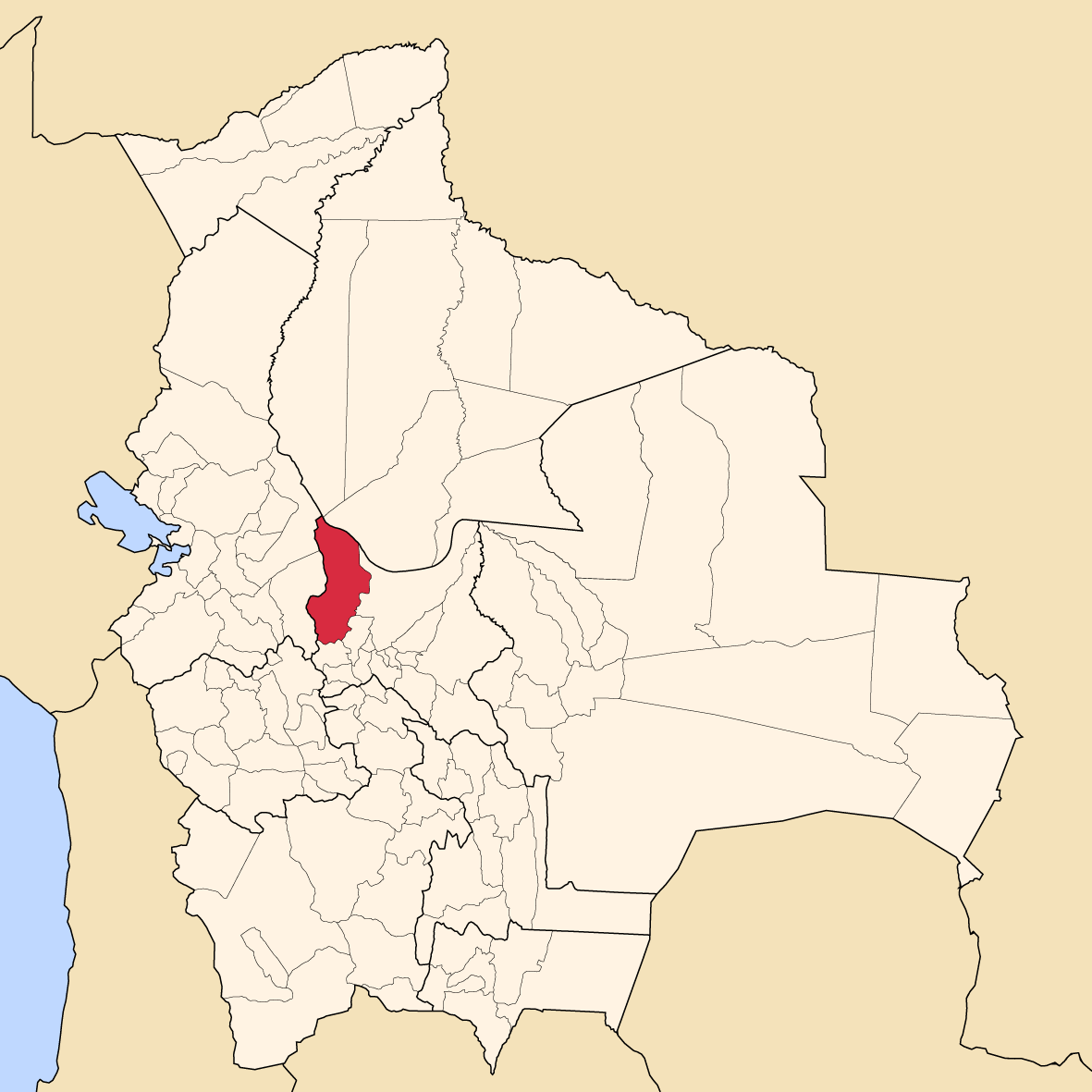
Provinsens läge i Bolivia

Ayopaya är en provins i departementet Cochabamba i Bolivia. Den administrativa huvudorten är Ayopaya.